# مفاعل أراك للماء الثقيل
مفاعل أراك للماء الثقیل المعروف ب IR-40 واحد من أكبر المنشأت النووية في ايران ويقع فی 75 كيلومتراً شمال غرب آراك.

## التاریخ
المحاولة الأولی لإنتاج الماء الثقیل فی المختبر، تعود إلی سنة 1985م. وكان من المقرر بناء هذا المفاعل النووي في مدینة إصفهان، و لكن إيران قررت أن تبني هذا المفاعل في موقعه الحالي قرب مدینة آراك.، حيث بدأ تشیید هذا المبنی فی سنة 1998م وتم إجراء العملیة فی سنة 1998م. وتم افتتاح هذا المشروع النووي المتكامل من قبل الرئیس المؤقت محمود احمدي نجاد. وبدأ العمل فيه في سنة 2009م.

## أجزاء المفاعل
یضم هذا المشروع النووي المتكامل، محطة للطاقة من 40 میغاواط، بالإضافة للمفاعلات البحثیة.

## المنتجات والتطبیقات
إن هذا المفاعل النووي ينتج منتجات تشتمل على الماء الثقیل والماء الخفیف التي تكون من منتجات الماء الثقیل. كما إن مفاعل أراك الذي يعمل بالمياه الثقيلة، يهدف إلى إجراء أبحاث وإنتاج نظائر مشعة تستخدم لعلاج مرضى السرطان، لكنه قادر أيضا على إنتاج البلوتونيوم الذي يُستخدم نظريا في صنع القنابل النووية. ولكن تذكر إيران أن المفاعل لن يُستخدم إلا لأغراض البحث والتطوير، وإنتاج النظائر الطبية والصناعية.

## أهمیته
يعتبر مفاعل أراك للماء الثقیل، جزءًا من النشاطات النوویة الایرانیة وواحدًا من الاهتمامات الرئيسية للغرب من البرامج النوویة الایرانیة.
القائد الإیراني أكد أن مفاعل اراك للماء الثقیل یكون من الخطوط الحمراء.
إن المسؤولين الإيرانيين یؤكدون على إن طبیعة مفاعل أراك لن تتغیر ولكن یمكن إیجاد بعض التغییرات الفنیة لخفض حجم البلوتونيوم المنتج. وأن هذا المفاعل سیواصل نشاطاته في ايران.

## مخاوف من الانتشار النووي
هناك بعض المخاوف من الانتشار النووي، حيث أن قدرة هذا المفاعل على إنتاج ما يكفي من البلوتونيوم لعدة أسلحة نووية كل عام كبيرة. ومع ذلك فقد ذكرت الوكالة أنه لا توجد دلائل على أنشطة إعادة المعالجة الجارية، المطلوبة لاستخراج البلوتونيوم من الوقود المستنفد. وفي مرحلة التشغيل الكامل، فإنه من المتوقع أن المفاعل سينتج من 10 كجم (22lb) إلى 12 كجم (26lb) من البلوتونيوم سنوياً ضمن الوقود النووي المستنفد فيها.

## روابط خارجية
- President inaugurates Arak heavy water plant
- Iran Nuclear Research Reactor (IR-40)

فيديوهات
- Arak Nuclear Complex - مبادرة التهديد النووي (2014)